# 가정저널
《가정저널》은 1987년 3월 2일부터 1991년 5월 18일까지 방송되었던 KBS1의 시사 및 교양 프로그램이다.

## 기획 의도
교수와 의료진을 위한 시사 및 교양 프로그램이다.

## 방송 시간
- 1987년 3월 1일 ~ 1987년 5월 3일 : 매일 오전 8:10 ~ 9:00(50분)
- 1987년 5월 4일 ~ 1991년 5월 19일 : 매일 오전 8:30 ~ 9:25(55분)

## 진행자
- 오미영
- 이계진

## 역대 진행자
- 1987년 ~ 1989년 민창기, 박영주
- 1989년 ~ 1991년 오미영, 이계진